# Associazione Sportiva Fanfulla 1949-1950
Questa pagina raccoglie le informazioni riguardanti  l'Associazione Sportiva Fanfulla nelle competizioni ufficiali della stagione 1949-1950.

## Stagione
Nella stagione 1949-50 il Fanfulla ha partecipato al campionato di Serie B, piazzandosi sedicesimo con 38 punti, il torneo ha promosso in Serie A il Napoli e l'Udinese, mentre sono retrocesse l'Empoli, l'Arsenale Taranto, il Prato e la Pro Sesto.

## Rosa
| N. |                   | Ruolo | Calciatore         |
| -- | ----------------- | ----- | ------------------ |
|    | Italia (bandiera) | D     | Mario Antozzi      |
|    | Italia (bandiera) | A     | Mario Bandirali    |
|    | Italia (bandiera) | D     | Mario Burini       |
|    | Italia (bandiera) | D     | Mario Castellazzi  |
|    | Italia (bandiera) | A     | Giuseppe Cavagnero |
|    | Italia (bandiera) | D     | Felice Cerri       |
|    | Italia (bandiera) | A     | Pietro Cesari      |
|    | Italia (bandiera) | A     | Natale Dalcerri    |
|    | Italia (bandiera) | D     | Enrico Ferrari     |
|    | Italia (bandiera) | A     | Luigi Galliani     |
|    | Italia (bandiera) | A     | Giacinto Goldaniga |
|    | Italia (bandiera) | C     | Domenico Mussino   |

| N. |                     | Ruolo | Calciatore             |
| -- | ------------------- | ----- | ---------------------- |
|    | Italia (bandiera)   | C     | Giovanni Palma         |
|    | Italia (bandiera)   | A     | Paolo Piccoli          |
|    | Italia (bandiera)   | P     | Furio Scarpellini      |
|    | Italia (bandiera)   | P     | Gianbattista Servidati |
|    | Italia (bandiera)   | C     | Luigi Sichel           |
|    | Italia (bandiera)   | C     | Mario Sichel           |
|    | Ungheria (bandiera) | C     | László Szőke           |
|    | Italia (bandiera)   | D     | Mario Taiana           |
|    | Italia (bandiera)   | D     | Erminio Teruzzi        |
|    | Italia (bandiera)   | D     | Torrini                |
|    | Italia (bandiera)   | A     | Eugenio Tosi           |

## Risultati

### Serie B

#### Girone di andata
| 11 settembre 1949 1ª giornata | Siracusa | 2 – 0 | Fanfulla |  |

| 18 settembre 1949 2ª giornata | Arsenaltaranto | 0 – 2 | Fanfulla |  |

| 25 settembre 1949 3ª giornata | Fanfulla | 4 – 0 | Spezia |  |

| 2 ottobre 1949 4ª giornata | Livorno | 1 – 0 | Fanfulla |  |

| 9 ottobre 1949 5ª giornata | Fanfulla | 2 – 0 | Catania |  |

| 16 ottobre 1949 6ª giornata | Fanfulla | 2 – 1 | Salernitana |  |

| 23 ottobre 1949 7ª giornata | Cremonese | 2 – 3 | Fanfulla |  |

| 30 ottobre 1949 8ª giornata | Fanfulla | 2 – 1 | Reggiana |  |

| 6 novembre 1949 9ª giornata | SPAL | 5 – 3 | Fanfulla |  |

| 6 dicembre 1998 10ª giornata | Fanfulla | 0 – 1 | Pisa |  |

| 20 novembre 1949 11ª giornata | Alessandria | 2 – 0 | Fanfulla |  |

| 27 novembre 1949 12ª giornata | Fanfulla | 3 – 3 | Modena |  |

| 4 dicembre 1949 13ª giornata | Fanfulla | 1 – 5 | Udinese |  |

| 30 settembre 1951 14ª giornata | Legnano | 2 – 0 | Fanfulla |  |

| 11 dicembre 1949 15ª giornata | Fanfulla | 4 – 1 | Verona |  |

| 18 dicembre 1949 16ª giornata | Empoli | 1 – 0 | Fanfulla |  |

| 20 ottobre 1968 17ª giornata | Prato | 2 – 2 | Fanfulla |  |

| 1º gennaio 1950 18ª giornata | Fanfulla | 0 – 3 | Vicenza |  |

| 8 gennaio 1950 19ª giornata | Napoli | 1 – 0 | Fanfulla |  |

| 15 gennaio 1950 20ª giornata | Pro Sesto | 1 – 2 | Fanfulla |  |

| 22 gennaio 1950 21ª giornata | Fanfulla | 1 – 2 | Brescia |  |

#### Girone di ritorno
| 29 gennaio 1950 22ª giornata | Fanfulla | 3 – 0 | Siracusa |  |

| 5 febbraio 1950 23ª giornata | Fanfulla | 4 – 1 | Arsenaltaranto |  |

| 12 febbraio 1950 24ª giornata | Spezia | 0 – 0 | Fanfulla |  |

| 19 febbraio 1950 25ª giornata | Fanfulla | 2 – 0 | Livorno |  |

| 26 febbraio 1950 26ª giornata | Catania | 5 – 0 | Fanfulla |  |

| 12 marzo 1950 27ª giornata | Salernitana | 2 – 0 | Fanfulla |  |

| 19 marzo 1950 28ª giornata | Fanfulla | 1 – 2 | Cremonese |  |

| 26 marzo 1950 29ª giornata | Reggiana | 0 – 1 | Fanfulla |  |

| 2 aprile 1950 30ª giornata | Fanfulla | 1 – 2 | SPAL |  |

| 9 aprile 1950 31ª giornata | Pisa | 1 – 2 | Fanfulla |  |

| 16 aprile 1950 32ª giornata | Fanfulla | 2 – 2 | Alessandria |  |

| 23 aprile 1950 33ª giornata | Modena | 5 – 0 | Fanfulla |  |

| 30 aprile 1950 34ª giornata | Udinese | 1 – 0 | Fanfulla |  |

| 7 maggio 1950 35ª giornata | Fanfulla | 0 – 0 | Legnano |  |

| 14 maggio 1950 36ª giornata | Verona | 2 – 1 | Fanfulla |  |

| 21 maggio 1950 37ª giornata | Fanfulla | 3 – 1 | Empoli |  |

| 28 maggio 1950 38ª giornata | Fanfulla | 2 – 1 | Prato |  |

| 4 giugno 1950 39ª giornata | Vicenza | 3 – 1 | Fanfulla |  |

| 11 giugno 1950 40ª giornata | Fanfulla | 1 – 4 | Napoli |  |

| 18 giugno 1950 41ª giornata | Fanfulla | 6 – 1 | Pro Sesto |  |

| 25 giugno 1950 42ª giornata | Brescia | 2 – 2 | Fanfulla |  |

## Statistiche

### Statistiche di squadra
| Competizione | Punti | In casa | In casa | In casa | In casa | In casa | In casa | In trasferta | In trasferta | In trasferta | In trasferta | In trasferta | In trasferta | Totale | Totale | Totale | Totale | Totale | Totale | DR |
| Competizione | Punti | G       | V       | N       | P       | Gf      | Gs      | G            | V            | N            | P            | Gf           | Gs           | G      | V      | N      | P      | Gf     | Gs     | DR |
| ------------ | ----- | ------- | ------- | ------- | ------- | ------- | ------- | ------------ | ------------ | ------------ | ------------ | ------------ | ------------ | ------ | ------ | ------ | ------ | ------ | ------ | -- |
| Serie B      | 38    | 21      | 11      | 3       | 7       | 44      | 31      | 21           | 5            | 3            | 13           | 19           | 40           | 42     | 16     | 6      | 20     | 63     | 71     | -8 |

### Statistiche dei giocatori
| Giocatore      | Serie B  | Serie B |
| Giocatore      | Presenze | Reti    |
| -------------- | -------- | ------- |
| M. Antozzi     | 27       | 0       |
| M. Bandirali   | 2        | 1       |
| M. Burini      | 34       | 0       |
| M. Castellazzi | 14       | 0       |
| G. Cavagnero   | 31       | 6       |
| F. Cerri       | 26       | 0       |
| P. Cesari      | 12       | 2       |
| N. Dalcerri    | 40       | 17      |
| E. Ferrari     | 1        | 0       |
| L. Galliani    | 28       | 0       |
| G. Goldaniga   | 40       | 21      |
| D. Mussino     | 14       | 1       |
| G. Palma       | 29       | 3       |
| P. Piccoli     | 2        | 0       |
| F. Scarpellini | 14       | -22     |
| G. Servidati   | 28       | -49     |
| L. Sichel      | 12       | 2       |
| M. Sichel      | 30       | 1       |
| L. Szoke       | 22       | 5       |
| M. Taiana      | 24       | 0       |
| E. Teruzzi     | 29       | 2       |
| Torrini        | 1        | 0       |
| E. Tosi        | 2        | 0       |